# Station Aéroport Charles-de-Gaulle 1
Aéroport Charles de Gaulle 1 is een station gelegen in de Franse gemeente Tremblay-en-France en het departement van Seine-Saint-Denis.

## Geschiedenis
Het station is op 30 mei 1976 geopend.

## Het station
Aéroport Charles de Gaulle 1 is een station langs de Parijse RER (Lijn B) en ligt in de centrale zone van de Parijse luchthaven Charles de Gaulle. Het station is eigendom van de Franse spoorwegmaatschappij SNCF.
Het station dient voor passagiers van de terminals 1 en 3. Vanaf hier kan men overstappen op de CDGVAL. Het station van CDGVAL (Terminal 3-Roissypole) is in april 2007 geopend.

## Overstapmogelijkheden
- RATP
  - zes buslijnen, waaronder de Roissybus.

- Noctilien
  - drie buslijnen

Verder rijden er nog een aantal bussen in de regio of gemeente.

## Vorige en volgende stations
| Richting                                | Vorig station            | Lijn   | Volgend station                  | Richting                                               |
| --------------------------------------- | ------------------------ | ------ | -------------------------------- | ------------------------------------------------------ |
| Robinson B2 Saint-Rémy-lès-Chevreuse B4 | Parc des Expositions     | RER B  | Aéroport Charles de Gaulle 2 TGV | Aéroport Charles de Gaulle 2 TGV B3                    |
| Terminal 1                              | Parc de stationnement PR | CDGVAL | Parc de stationnement PX         | Terminal 2 - Gare (Aéroport Charles de Gaulle 2 - TGV) |